# سيو جورجي
سيو جورجي (بالبرتغالية: Seu Jorge؛ و. Jorge Mario da Silva 8 يونيو 1970) هو مغن وموسيقي وكاتب أغاني وممثل برازيلي. تربى في مدينة باوفوهدجي هوشو، قرب هيو دجي جانايرو. في التاسع عشر من عمره، أصبح متشردا لثلاث سنوات؛ ولكن موهبته الموسيقية ازدهرت وهو ساكن الشوارع وصار مشهورا في الفافيلات. يعتبره الكثير محيا لفن موسيقى سامبا بوب البراليلية. ويذكر سيو جوهجي أن مدارس السامبا ومغني موسيقى السول ستيفي وندر هما أثرا على موسيقاه. ويشتهر سيو جوهجي كذلك لآداء لشخصية مانا كالينيا في فيلم مدينة الرب من سنة 2002. أعماله الموسيقية حازت بمدح موسيقيين كثيرين مثل باك وديفيد بوي.

## ألبومات فردية
- Samba Esporte Fino (also released as Carolina by Regata Musica, Mr Bongo and Quantitum Solutions) (2001)
- Cru (2005)
- The Life Aquatic Studio Sessions (2005)
- América Brasil O Disco (2007)
- Seu Jorge & Almaz (2010)
- Músicas para Churrasco, Vol. 1 (2011)
- Carolina: Deluxe Edition (2014)
- Músicas para Churrasco, Vol. 2 (2015)

## أفلام
- مدينة الرب (2002)
- Moro no Brasil (2002)
- The Life Aquatic with Steve Zissou (2004)
- House of Sand (2005)
- Elipsis (2006)
- The Escapist (2008)
- Carmo (2008)
- The Elite Squad 2 (2010)
- Sleepwalkers (2010)
- E Aí... Comeu? (2012)
- Reis e Ratos (2012)
- City of God - 10 Years Later (2012)
- Pelé: Birth of a Legend (2016)
- ايب (2019)

### دي في دي
- MTV Apresenta Seu Jorge (2004)
- Ana & Jorge: Ao Vivo with Ana Carolina (2005)
- Seu Jorge – Live at Montreux (2006)
- América Brasil Ao Vivo (2009)
- músicas para churrasco ao vivo (2012)

## روابط خارجية
- الموقع الرسمي
 – الموقع الرسمي

- الموقع الرسمي
 – الموقع الرسمي

- سيو جورجي التسجيلات من ديسكاغز.كوم

- سيو جورجي على موقع IMDb (الإنجليزية)
- سيو جورجي على موقع ألو سيني (الفرنسية)
- سيو جورجي على موقع ميوزك برينز (الإنجليزية)
- سيو جورجي على موقع أول موفي (الإنجليزية)
- سيو جورجي على موقع بوكس أوفيس موجو (الإنجليزية)
- سيو جورجي على موقع قاعدة بيانات الأفلام السويدية (السويدية)
- سيو جورجي على موقع أول ميوزيك (الإنجليزية)
- سيو جورجي على موقع ديسكوغز (الإنجليزية)
- سيو جورجي على موقع قاعدة بيانات الفيلم (الإنجليزية)
- سيو جورجي على موقع كينوبويسك (الروسية)
- المناسبة التوزيع الموسيقى – Seu خورخي المملكة المتحدة الموزع
- أنا هنا من أجل البقاء: مقابلة مع Seu خورخي على الأصوات والألوان
- لحظة مع Seu خورخي مقابلة على زيغلر للإنتاج
- Seu خورخي مقابلة على CNN
- Seu خورخي مقابلة في برنامج تلفزيوني نيوز آور
- Seu خورخي مقابلة الأداء في برنامج تلفزيوني «مسارات الصوت يعرض ضربات سريعة»
- Seu خورخي & راشيل روي التعاون على RachelRoy.com